# Derby du Rhône
El Derby du Rhône (en castellano: «derbi del Ródano»), también conocido como el Derby des Rhône-Alpes, es un partido de fútbol de gran rivalidad disputado entre el Olympique Lyonnais y el AS Saint-Étienne. Ambos clubes se sitúan en la región de Ródano-Alpes a lo largo del río Ródano, que es de donde deriva el nombre de la rivalidad.
Los dos clubes disputaron el partido por primera vez en 1951 y, debido a la proximidad del centro de cada uno hacia el otro —separados por tan solo 50 kilómetros—, la rivalidad fue aumentando. El Derby du Rhône es citado como uno de los encuentros más emocionantes de la temporada de la Ligue 1 y, al igual que otras grandes rivalidades, se extiende fuera del terreno de juego. La rivalidad a nivel local es tradicionalmente vista como un desafío simbólico entre los burgueses de Lyon y la clase trabajadora de Saint-Étienne, ya que la ciudad de Lyon está considerada como una población clásica de cuello blanco y su homólogo de Saint-Étienne es vista por los lugareños como más cuello azul.
El derbi también enfrenta al club francés de más éxito reciente (Lyon) contra el club con más títulos de liga de Francia (Saint-Étienne). Durante el siglo XX, el Saint-Étienne fue el club más exitoso del fútbol francés al ganar diez títulos de liga entre 1957-1981, un récord que sigue sin ser superado actualmente. Durante ese lapso, el club también ganó seis títulos de Copa de Francia y buenas actuaciones a nivel europeo. Sin embargo, tras el descenso del club a la segunda división en 1984, el dominio del Saint-Étienne en la escena del fútbol en Francia comenzó a disminuir. Por su parte, el Lyon comenzó un ascenso similar en el fútbol francés en el comienzo del nuevo milenio, cuando el club ganó su primer campeonato de Ligue 1 en 2002. El título inicial comenzó un récord nacional de siete títulos consecutivos, una racha sin igual en la historia del fútbol francés. El mejor resultado del Lyon en ese periodo fue llegar a las semifinales de la Liga de Campeones de la UEFA.

## Estadísticas
Actualizado al 20 de abril de 2025.
| Competición           | Partidos | Saint-Étienne | Empate | Lyon |
| --------------------- | -------- | ------------- | ------ | ---- |
| Ligue 1               | 114      | 40            | 32     | 42   |
| Coupe de France       | 5        | 1             | 1      | 3    |
| Trophée des champions | 1        | 1             | 0      | 0    |
| Ligue 2               | 4        | 2             | 1      | 1    |
| Coupe de la Ligue     | 1        | 0             | 0      | 1    |
| Coupe Drago           | 1        | 1             | 0      | 0    |
| Total                 | 126      | 45            | 34     | 47   |

## Jugadores
Debido a la rivalidad de los clubes, algunos jugadores han jugado tanto para el Lyon como el Saint-Étienne. Puesto que los dos clubes se enfrentaron entre sí por primera vez en 1951, solo 27 jugadores han jugado para ambos y solo 13 jugadores se han transferido directamente desde el Lyon al Saint-Étienne y viceversa. El primer jugador traspasado entre ambos equipos fue Antoine Rodriguez en 1951, cuando después de haber jugado nueve años en el Saint-Étienne, se trasladó a Lyon, donde pasó solo una temporada. Otros jugadores notables que hicieron el mismo camino fueron Aimé Jacquet que, después de haber tenido una exitosa carrera de 13 años con el Saint-Étienne, abandonó el club por el Lyon, donde pasó tres temporadas. Jacquet más tarde pasó a entrenar el Lyon y llevó al equipo a la final de la Copa de Francia 1973. Del mismo modo, el delantero Bernard Lacombe se estableció como uno de los goleadores de todos los tiempos principales de Lyon antes de abandonar el club para fichar por el Saint-Étienne en 1978, donde fue abucheado en repetidas ocasiones, lo que llevó al jugador a salir del club y firmar por el Girondins de Burdeos tras una sola temporada. Otros jugadores que fueron transferidos directamente entre los dos clubes son François Lemasson, Alain Moizan, Andre Calligaris, Romarin Billong, Jean-Luc Sassus, Christopher Deguerville, Grégory Coupet, Franck Priou, Lamine Diatta y Bafétimbi Gomis.

### Del Lyon al Saint-Étienne

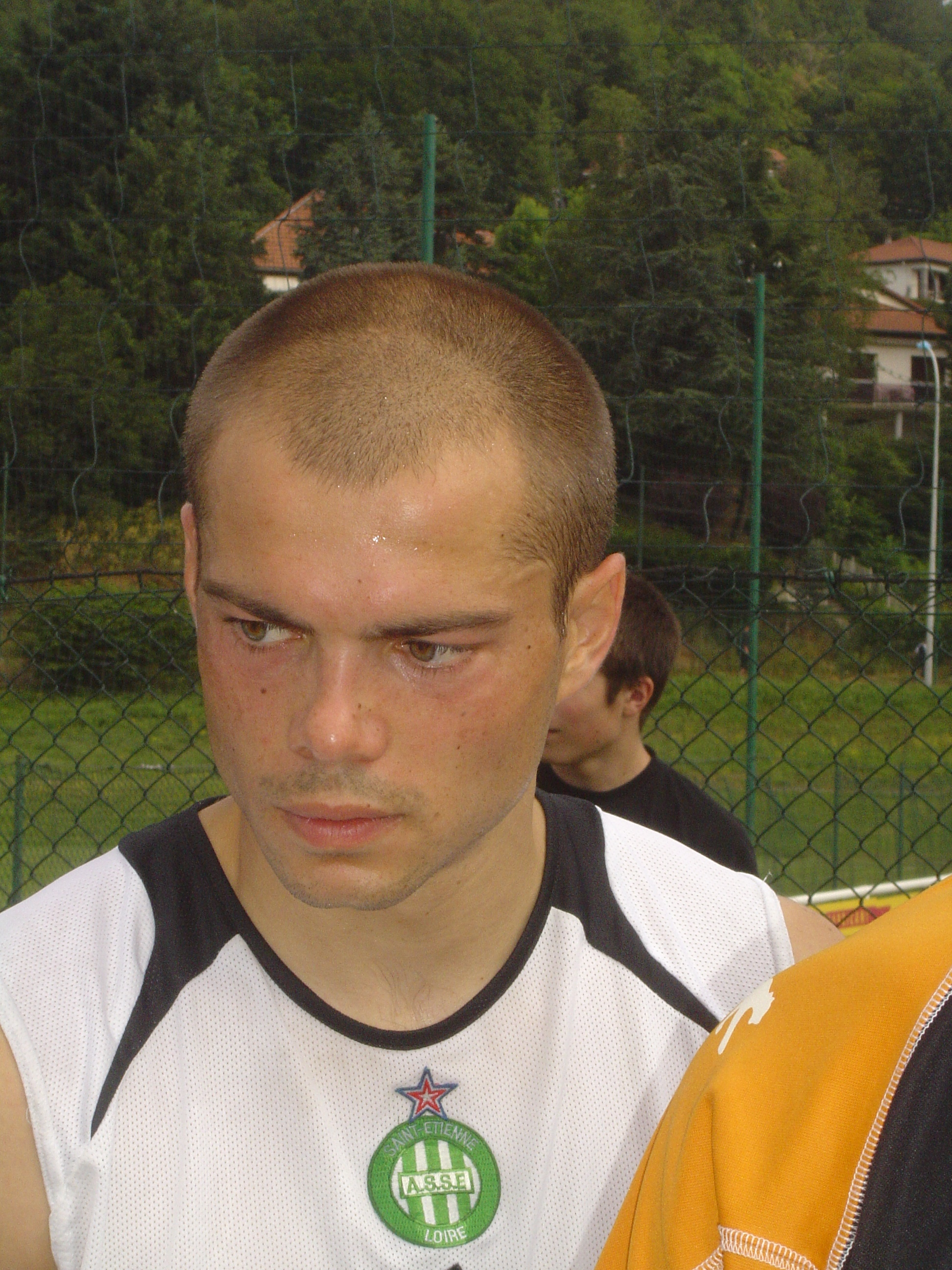
David Hellebuyck comenzó en el Lyon antes de fichar por el Saint-Étienne.

| Nombre            | Pos | Lyon      | Lyon     | Lyon  | Saint-Étienne | Saint-Étienne | Saint-Étienne |
| Nombre            | Pos | Carrera   | Partidos | Goles | Carrera       | Partidos      | Goles         |
| ----------------- | --- | --------- | -------- | ----- | ------------- | ------------- | ------------- |
| Bernard Lacombe   | DEL | 1969–78   | 230      | 128   | 1978–79       | 32            | 14            |
| Alain Moizan      | MED | 1980–82   | –        | –     | 1982–84       | –             | –             |
| Franck Priou      | MED | 1980–88   | –        | –     | 1988–90       | –             | –             |
| Laurent Fournier  | MED | 1986–88   | 53       | 15    | 1995          | 10            | 3             |
| Romarin Billong   | DEF | 1988–95   | 111      | 5     | 1995–2000     | 102           | 5             |
| Patrice Ferri     | POR | 1992–93   | –        | –     | 1995–96       | –             | –             |
| Jean-Luc Sassus   | MED | 1994–97   | –        | –     | 1997–98       | –             | –             |
| David Hellebuyck  | MED | 1996–2000 | 3        | 0     | 2001–06       | 167           | 14            |
| Laurent Morestin  | DEF | 1997–98   | 3        | 0     | 2003–04       | 24            | 0             |
| Patrice Carteron  | DEF | 1997–2000 | 101      | 6     | 2001–05       | 100           | 16            |
| Lamine Diatta     | DEF | 2004–06   | 40       | 0     | 2006–08       | 27            | 1             |
| Sylvain Monsoreau | DEF | 2005–06   | 19       | 0     | 2008–presente | 23            | 0             |

### Del Saint-Étienne al Lyon

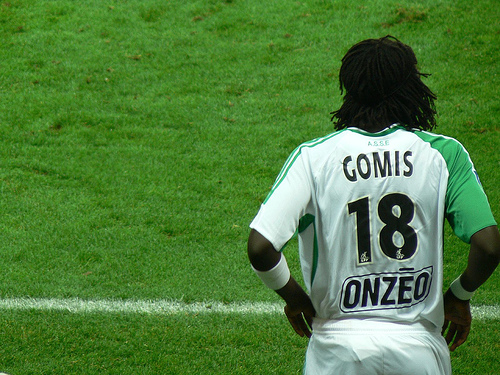
Bafétimbi Gomis firmó por el Lyon tras salir de las categorías inferiores y debutar con el Saint-Étienne en 2009.

| Nombre                  | Pos | Saint-Étienne | Saint-Étienne | Saint-Étienne | Lyon          | Lyon     | Lyon  |
| Nombre                  | Pos | Carrera       | Partidos      | Goles         | Carrera       | Partidos | Goles |
| ----------------------- | --- | ------------- | ------------- | ------------- | ------------- | -------- | ----- |
| Michel Cristóbal        | DEF | 1945–49       | –             | –             | 1950–52       | –        | –     |
| Antoine Rodriguez       | DEF | 1942–51       | –             | –             | 1951–52       | –        | –     |
| Andre Calligaris        | DEF | 1957–60       | –             | –             | 1960–61       | –        | –     |
| Aimé Jacquet            | MED | 1960–73       | 176           | 12            | 1973–76       | 26       | 2     |
| André Guy               | DEL | 1962–65       | 82            | 52            | 1967–71       | 116      | 66    |
| José Broissart          | MED | 1969–73       | –             | –             | 1976–80       | –        | –     |
| Jean-François Larios    | MED | 1973–83       | 167           | 36            | 1984–85       | 27       | 1     |
| Olivier Roussey         | MED | 1977–78       | –             | –             | 1979–80       | –        | –     |
| Patrice Ferri           | POR | 1981–88       | –             | –             | 1992–93       | –        | –     |
| François Lemasson       | POR | 1986–87       | 5             | 0             | 1987–90       | 101      | 0     |
| Christopher Deguerville | MED | 1987–95       | –             | –             | 1995–97       | –        | –     |
| Grégory Coupet          | POR | 1993–97       | 88            | 0             | 1997–2008     | 518      | 0     |
| Frédéric Piquionne      | DEL | 2004–07       | 97            | 27            | 2008–09       | 26       | 4     |
| Bafetimbi Gomis         | DEL | 2003–09       | 162           | 49            | 2009–presente | 50       | 16    |
| Pape Diakhaté           | DEF | 2010          | 18            | 1             | 2010–2011     | 3        | 0     |